# Emily Deschanel

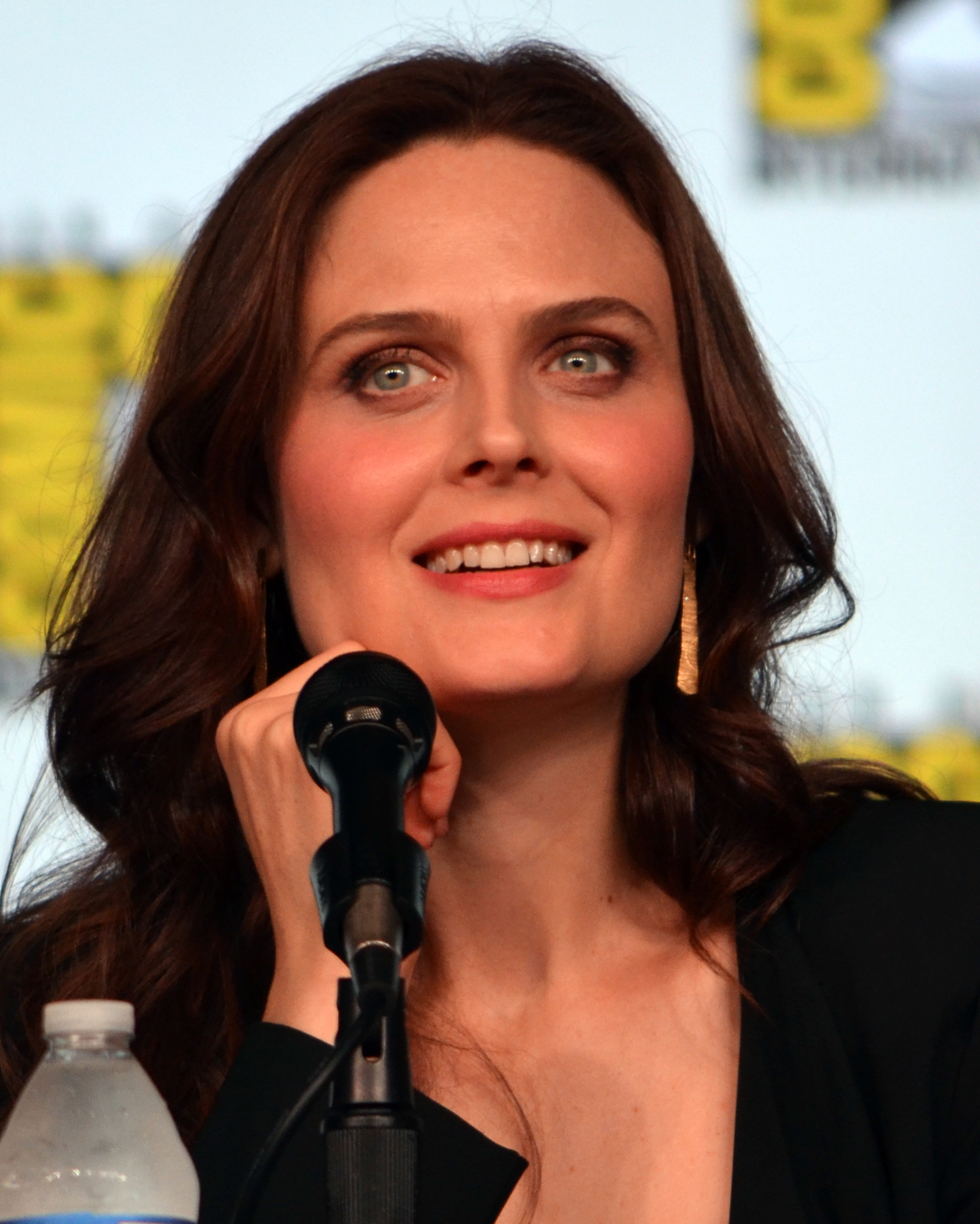
Emily Deschanel auf der Comic-Con 2012

Emily Erin Deschanel (* 11. Oktober 1976 in Los Angeles) ist eine US-amerikanische Schauspielerin.

## Leben
Deschanel ist die Tochter des US-amerikanisch-französischen Kameramanns Caleb Deschanel und der irisch-US-amerikanischen Schauspielerin Mary Jo Deschanel. Ihre jüngere Schwester Zooey ist Schauspielerin und Mitglied der Band She & Him.
Deschanel studierte Schauspiel an der Universität von Boston. Ihr Filmdebüt feierte sie 1994 mit einer kleinen Nebenrolle in dem Film 2 Millionen Dollar Trinkgeld mit Nicolas Cage und Bridget Fonda. Danach hatte sie mehrere Gastauftritte in Fernsehserien wie Crossing Jordan – Pathologin mit Profil und Law & Order: Special Victims Unit. 2005 übernahm sie die weibliche Hauptrolle, eine forensische Anthropologin, in der Krimiserie Bones – Die Knochenjägerin, die nach Motiven der US-Bestsellerautorin Kathy Reichs gedreht wurde. Sie wurde von Ranja Bonalana synchronisiert. In der Folge 5x10 (Was vom Mann der Weihnacht übrig blieb) hat ihre Schwester Zooey einen Gastauftritt und spielt ihre Cousine. Die Serie endete 2017.
Am 25. September 2010 heiratete Deschanel den Schauspieler und Drehbuchautor David Hornsby in Los Angeles. Der erste Sohn der beiden wurde am 21. September 2011 geboren, der zweite Sohn am 8. Juni 2015.

## Engagement

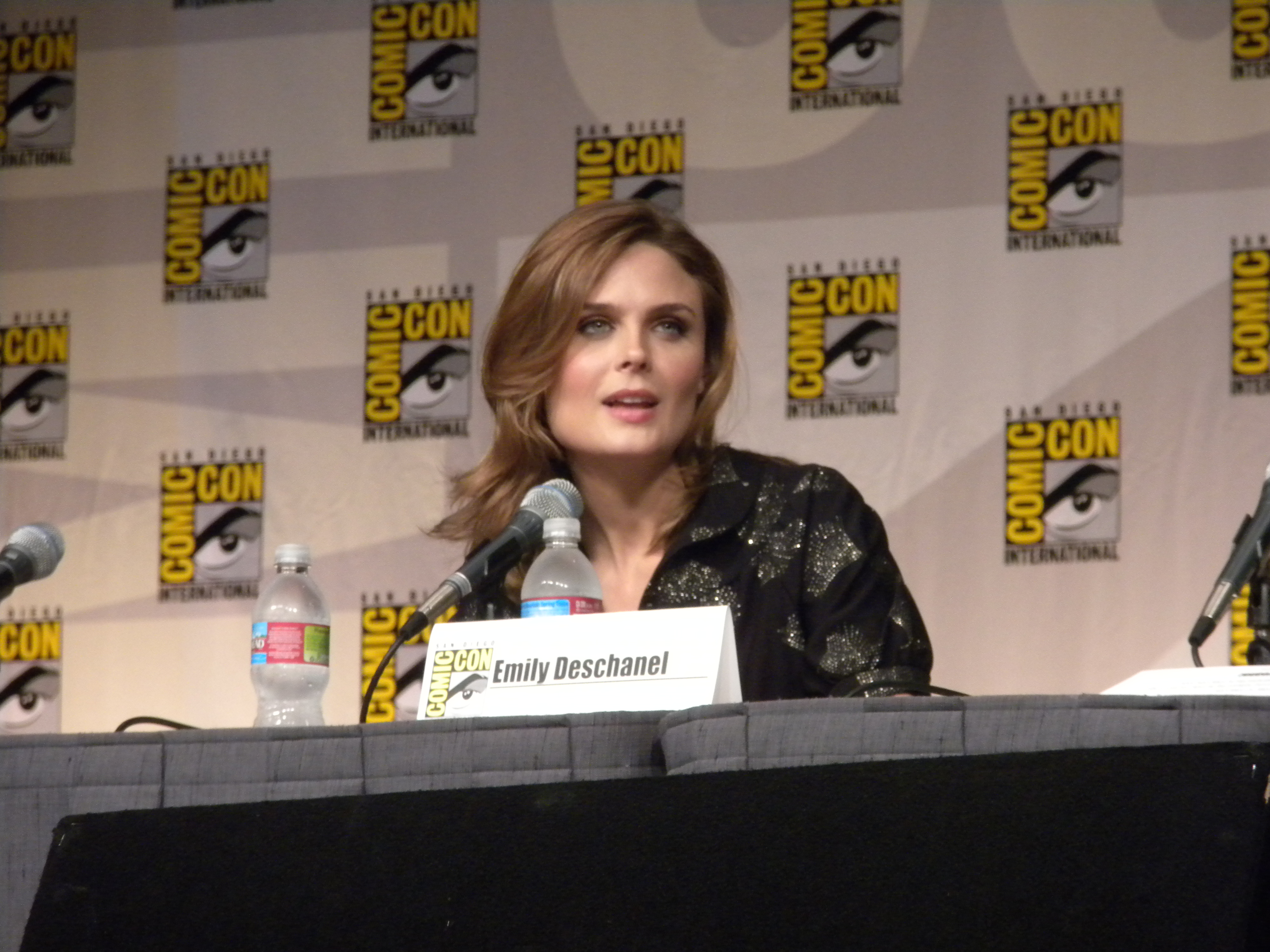
Deschanel (2009)

Emily Deschanel setzt sich, gemeinsam mit ihrer Schwester Zooey, aktiv für Tier- und Umweltschutz ein. Sie wurde mit 16 Jahren Vegetarierin, später Veganerin, nachdem sie in der Schule einen Dokumentarfilm über die Fleisch- und Milchproduktindustrie gesehen hatte. Sie unterstützt die Meeresschutzorganisation Sea Shepherd sowie die Tierrechtsorganisation PETA; für letztere drehte sie ein Video, in dem sie die Praktiken in der Milchindustrie anprangert.

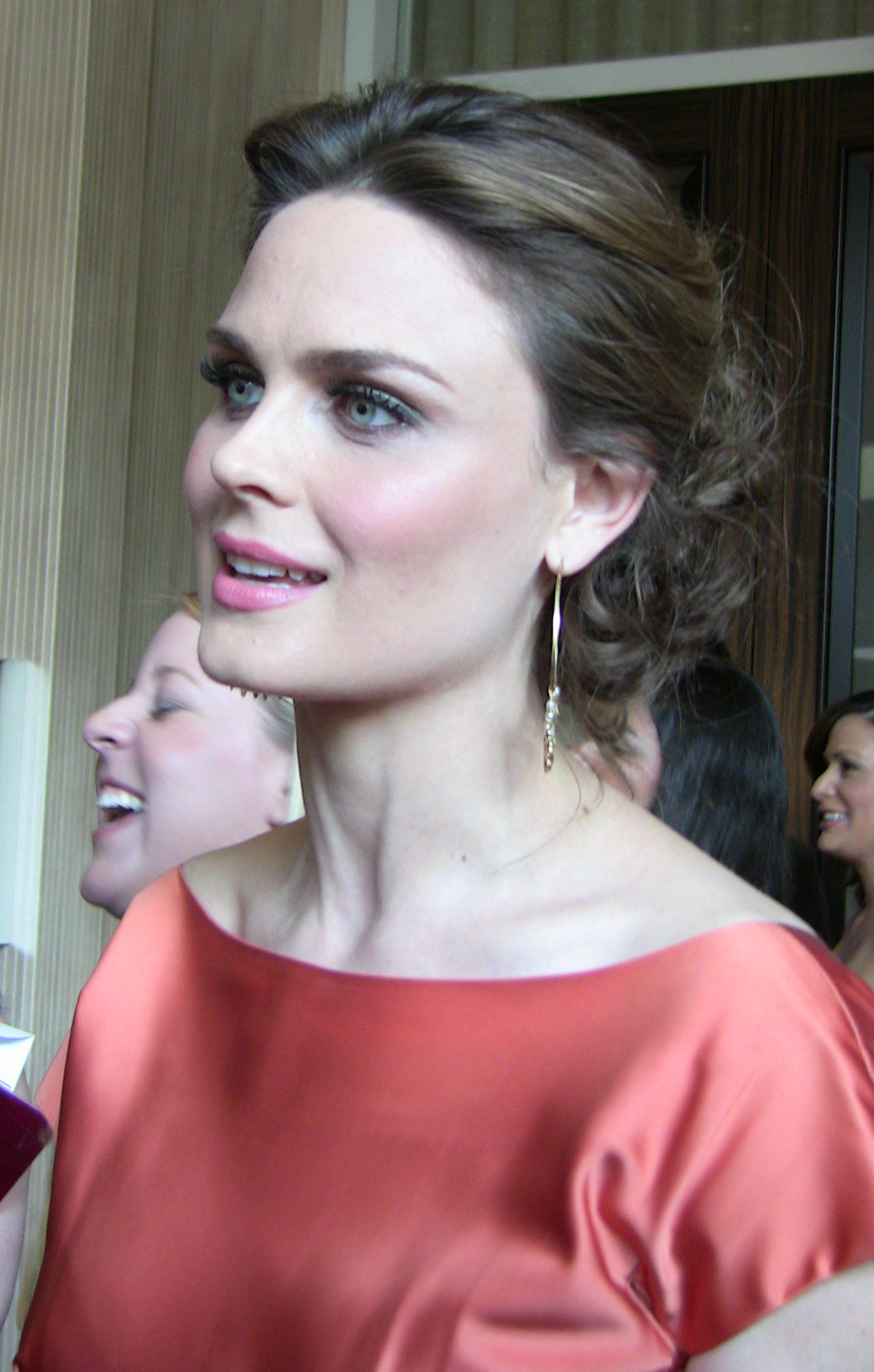
Deschanel in Beverly Hills (2009)

## Filmografie (Auswahl)
- 1994: 2 Millionen Dollar Trinkgeld (It Could Happen to You)
- 2000: It’s a Shame About Ray (Kurzfilm)
- 2001: The Heart Department (Fernsehfilm)
- 2002: Stephen Kings Haus der Verdammnis (Stephen King’s Rose Red)
- 2002: Law & Order: Special Victims Unit (Fernsehserie, Episode 03x17)
- 2003: Easy
- 2003: Unterwegs nach Cold Mountain (Cold Mountain)
- 2004: Alamo – Der Traum, das Schicksal, die Legende (The Alamo)
- 2004: Crossing Jordan – Pathologin mit Profil (Crossing Jordan, Fernsehserie, Episode 03x10)
- 2004: Spider-Man 2
- 2005: Boogeyman – Der schwarze Mann (Boogeyman)
- 2005–2017: Bones – Die Knochenjägerin (Bones, Fernsehserie, 245 Episoden)
- 2005: That Night (Kurzfilm)
- 2005: Mute
- 2006: Spiel auf Sieg (Glory Road)
- 2009: Beim Leben meiner Schwester (My Sister’s Keeper)
- 2010, 2011: The Cleveland Show (Fernsehserie, 2 Episoden, Stimme)
- 2011: The Perfect Family
- 2014: Johan und der Federkönig (Resan till Fjäderkungens Rike, Stimme)
- 2014, 2019: Drunk History (Fernsehserie, 2 Episoden)
- 2015: Sleepy Hollow (Fernsehserie, Episode 3x05)
- 2016: BoJack Horseman (Fernsehserie, Episode 3x05)
- 2018: Die Simpsons (The Simpsons, Fernsehserie, Episode 30x01)
- 2019: Animal Kingdom (Fernsehserie, 12 Episoden)
- 2021: The Rookie (Fernsehserie, Episode 3x12)
- 2022: Devil in Ohio (Fernsehserie, 8 Episoden)
- 2023: Big Boys